# Loža savršenstva
Loža savršenstva (engl. Lodge of Perfection; fran. Loge de perfection), negdje i Salomonova loža savršenstva (Solomon's Lodge of Perfection), predstavlja prvu dodatnu organizacijsku jedinicu Drevnog i prihvaćenog škotskog obreda, u sustavu slobodnog zidarstva, koja dodjeljue 11 viših stupnjeva, od 4. do 14. Pojam "loža" često se odnosi i na zgradu u kojoj se održavaju sastanci.
Stupnjevi koji se izvode u ložama savršenstva poznati su kao "zeleni stupnjevi". Također, poznati su i kao "neizrecivi" (engl. Ineffable), što dolazi od od latinske riječi ineffabilis, što označava nešto što je nedokučivo, sveto ili neizrecivo riječima, odnosno nešto o čemu se ne bi trebalo govoriti naglas.
Slobodni zidari moraju prethodno dosegnuti treći stupanj – tj. postati majstori – u svojoj matičnoj loži prije nego što se mogu prijaviti za članstvo u loži savršenstva Škotskog reda.
Jedanaest stupnjeva lože savršenstva bave se duhovnim pitanjima, s posebnim naglaskom na neizrecivo ime Velikog graditelja, a često se pozivaju na tri simbolička stupnja plave lože, povezujući njihova značenja s životnim i svakodnevnim situacijama. Iako predstavljaju ulaz u Škotski red, ovi stupnjevi su daleko od jednostavnih ili površnih. Kao i kod svakog stupnja u slobodnom zidarstvu, potrebne su godine ponovnog promišljanja i svjesne refleksije kako bi se u potpunosti shvatile njihove pouke i dublje simboličke poruke.

## Stupnjevi
Popis stupnjeva regularnih vrhovnih vijeća Australije, Engleske i Walesa te većine drugih nadležnosti uglavnom se podudara s onim Južne jurisdikcije SAD-a. S druge strane, popis stupnjeva u Sjevernoj jurisdikciji danas je donekle drugačiji i prikazan je u donjoj tablici. Dok, npr. popis stupnjeva Vrhovnog vijeća Kanade predstavlja kombinaciju obje verzije, uz nekoliko jedinstvenih naziva.
Stupnjevi 5., 7. i 8. i danas imaju isti naziv.
| 4°  | tajni majstor Secret Master                   | U blizini Svetinje nad svetinjama u Salomonovom hramu                  | graditelj Builder                                    | Majstor traži božansko vodstvo.                                                                                           |
| 5°  | savršeni majstor Perfect Master               | Pogreb Hirama Abifa                                                    | savršeni majstor Perfect Master                      | Dva Aronova sina, iskvarena pohlepom i ambicijom, dopuštaju svetom plamenu da se ugasi.                                   |
| 6°  | osobni tajnik Intimate Secretary              | Izvanzavjetna priča o dugovima koje je Salomon dugovao Hiramu iz Tira. | majstor mesingane zmije Master of the Brazen Serpent | Kad se djeca Izraela suoče s teškim i opasnim putovanjem kroz pustinju, pobune se protiv Mojsija i Boga.                  |
| 7°  | starješina i sudac Provost and Judge          | Feničani i Židovi zajedno grade Salomonov hram.                        | starješina i sudac Provost and Judge                 | Izgradnja Salomonovog hrama. Spor među radnicima u kojem prevladavaju poštenje i pravda.                                  |
| 8°  | intendant gradnje Intendant of the Building   | Odabir nasljednika Hirama Abifa                                        | intendant gradnje Intendant of the Building          | Temelji se na priči iz Starog zavjeta o kralju Davidu i njegovom povjeravanju zadatka svom sinu, budućem kralju Salomonu. |
| 9°  | izabranik devetorice Elu of the Nine          | Osveta za ubojstvo Hirama Abifa                                        | majstor Hrama Master of the Temple                   | Posvećenje Solomonovog hrama od svećenika različitih vjera.                                                               |
| 10° | izabranik petnaestorice Elu of the Fifteen    | Pogubljenje ubojica Hirama Abifa                                       | glavni izabranik Master Elect                        | Kralj Salomon saznaje za svoju kaznu na koju nema žalbe.                                                                  |
| 11° | izabranik dvanaestorice Elu of the Twelve     | Pogubljenje ubojica Hirama Abifa                                       | uzvišeni izabrani majstor Sublime Master Elected     | Salomonov poreznik narušava povjerenje naroda.                                                                            |
| 12° | majstor arhitekt Master Architect             | Adoniram, nasljednik Hirama Abiffa                                     | majstor milosrđa Master of Mercy                     | Josip oprašta svojoj braći što su ga prodali u ropstvo.                                                                   |
| 13° | kraljevski luk Salomona Royal Arch of Solomon | Henokova skrovita odaja                                                | majstor devetog luka Master of the Ninth Arch        | Dramatizira opasnosti s kojima se ljudi susreću u potrazi za izgubljenom riječi.                                          |
| 14° | savršeni izabranik Perfect Elu                | Ceremonija inicijacije                                                 | veliki izabrani zidar Grand Elect Mason              | Bit simboličkog slobodnog zidarstva sažeta je u poukama lože savršenstva.                                                 |

### Insignije
Insignije stupnjeva uključuje obveznu pregaču i medaljon, od kojih  svaka ima svoju posebnost i simboliku. Insignije Južne jurisdikcije SAD-a prema stupnjevima su sljedeće:
- Pregača 4. stupnja izrađena je od bijele i crne tkanine, s istaknutim slovom "Z" i Svevidećim okom. Medaljon ovog stupnja je ključ od bjelokosti s urezanim slovom "Z" na zubcima.
- Pregača petog stupnja bijele je boje sa zelenim obrubom, na njoj se nalazi kockasti kamen i hebrejsko slovo Jod. Medaljon je šestar otvoren na segment kruga pod kutem od 60 stupnjeva.
- Pregača 6. stupnja kombinira bijelu i crvenu boju, s hebrejskim slovima Jod i He u središtu. U malom trokutu ispisana su hebrejska slova Bet, Nun i Šin. Medaljon je zlatni trokut s istim hebrejskim slovima.
- Pregača sedmog stupnja je bijela s crvenim rubom, ukrašenu ključem i pet rozeta. Medaljon je zlatni ključ.
- Pregača osmog stupnja je bijela s crvenim i zelenim elementima. Ukrašena je vagom, devetokrakom zvijezdom i trokutom s hebrejskim slovima Bet (Ben-Khurim), Jod (Jakinah) i Alef (Achar). Medaljon je zlatni trokut s istim slovima.
- Pregača 9. stupnja je bijela s crnom podstavom, posuta kapima krvi te prikazuje ruku s bodežom i odrubljenom glavom. Znak je bodež sa zlatnom drškom i srebrnom oštricom.
- Pregača 10. stupnja je bijela s crnim preklopom, s prikazom triju lučnih vrata, iznad kojih su glave na kolcima. Medaljon je identičan onome iz 9. stupnja, bodež.
- Pregača 11. stupnja je bijela s crnom podstavom i plamtećim srcem u sredini. Medaljon je bodež koji visi na crnoj vrpci s natpisom Vincere aut Mori (u prijevodu: Pobijediti ili umrijeti).
- Pregača dvanaestog stupnja je izvana bijela s plavom i zlatnom podstavom, simbolizirajući povezanost s temeljnim stupnjevima. Na njoj su prikazani kutomjer, ravnalo, šestar i vojni kompas. Medaljon je zlatna sedmerokutna medalja.
- Pregača 13. stupnja je ljubičasta s bijelim obrubom. U središtu se nalazi tzv. Henohova delta – heksagram s ispisanim svetim Božjim imenom (Tetragram). Medaljon je zlatna okrugla medalja.
- Pregača 14. stupnja je od bijele svile, obrubljena zlatom, s Neizrecivom Deltom u središtu, istinski simbolična za ovaj stupanj. Ovaj stupanj ima dvostruki znak. Prvi je kvadrant – šestar otvoren na 90°, s krunom na vrhu i devetokrakom zvijezdom na prednjoj strani. Drugi je plamteća petokraka zvijezda s ispisanim Tetragramom. Šestar počiva na kružnici s brojevima 3, 5, 7 i 9, simbolima slobodnozidarskog znanja i napretka.

## Iznimke, posebnosti i neslaganja
- Godine 2004. Sjeverna jurisdikcija SAD-a iznova je napisala i reorganizirala svoje stupnjeve,[11] a dodatne izmjene uvedene su 2006.[12] Tijekom te dvije revizije promijenjeni su nazivi za 21 od ukupno 33 stupnja.
- U nekim nadležnostima uobičajeno je da se izvodi samo 4., 9., 12., 13. i 14. stupanj.
- U Austriji i Njemačkoj, u ložama savršenstva, izvodi se samo 4. i 14. stupanj, dok se preostali stupnjevi dodjeljuju nominalno kroz upute.[13][14]
- U Engleskoj i Walesu kao i Škotskoj lože savršenstva ne postoje, a ovi stupnjevi se dodjeljuju samo nominalno u kapitelu ružinog križa.[15][8]